# Wallmenroth
Wallmenroth là một đô thị thuộc huyện Altenkirchen, trong bang Rheinland-Pfalz, phía tây nước Đức. Đô thị Wallmenroth có diện tích 3,85 km², dân số thời điểm ngày 31 tháng 12 năm 2006 là 1250 người.